# Michel Gratton
Pour les articles homonymes, voir Gratton.
Michel Gratton, né le 1er février 1939 à Hull et mort le 3 août 2025, est un ingénieur et homme politique québécois. Il est député de la circonscription de Gatineau de 1972 à 1989, sous la bannière du Parti libéral du Québec. 

## Biographie
Né à Hull (maintenant intégré à Gatineau), Michel Gratton a étudié à l'Université d'Ottawa et à l'Université McGill où il obtient un baccalauréat en génie civil. Il se spécialise ensuite en technologie du gaz naturel à l'Institut de technologie de l'Illinois. Il a aussi été formé en relations publiques et promotion et en administration. Il a par la suite travaillé pour des entreprises gazières et des entreprises du secteur de la construction, de 1962 à 1970, tout en s’impliquant dans les chambres de commerce de sa région et dans le Conseil économique de l'Outaouais. Il a été associé d'un cabinet d'ingénieurs en 1970.

### Carrière politique
En 1970 Michel Gratton fonde l'Association libérale de la circonscription de Gatineau, et l'année suivante il devient président du Parti libéral du Québec pour l'Outaouais. Il échoue dans sa tentative d'être élu maire de Hull en 1970, mais est élu député de Gatineau à l'Assemblée nationale du Québec lors d'une élection partielle le 15 novembre 1972. Il est par la suite réélu sans interruption aux élections générales de 1973, 1976, 1981 et 1985. Durant ses premières années comme député il n'occupe pas de fonctions parlementaires particulières. En octobre 1982, alors que le Parti libéral est dans l'opposition, il devient leader parlementaire adjoint de l'opposition officielle, puis leader parlementaire en titre en mars 1984. Lorsque le Parti libéral, sous Robert Bourassa, reprend le pouvoir en 1985, Michel Gratton accède au Conseil des ministres en tant que ministre du Revenu et ministre délégué à la Réforme électorale. Il conserve de plus son poste de leader parlementaire, mais du côté ministériel cette fois.
En juin 1987 un léger remaniement ministériel a lieu et Michel Gratton échange son poste de ministre du Revenu contre celui de ministre du Tourisme, tout en conservant ses autres fonctions. Avant le déclenchement des élections de 1989, il décide de ne pas se représenter et abandonne la politique active.

### Carrière après la politique
Après avoir mis fin à sa carrière politique, Michel Gratton a été directeur-général puis président de l'Institut de l'amiante (plus tard appelé Institut du chrysotile) en 1990, et président du comité exécutif provisoire du Groupe international pour la sécurité dans l'utilisation des fibres l'année suivante. Dans les années 1990 et 2000 il a aussi agi comme représentant de l'établissement algonquin de Lac-Barrière lors de négociations avec les gouvernements et d'observateur lors du processus de sélection des leaders de la communauté.
De 1994 à 1995, il est administrateur au sein de l'Amicale des anciens parlementaires du Québec.

### Mort
Michel Gratton meurt le 3 août 2025 à l'âge de 86 ans.